# Roger Lloyd-Pack
Pour les articles homonymes, voir Lloyd et Pack.
Roger Anthony Lloyd-Pack, né le 8 février 1944 à Islington et mort le 16 janvier 2014 à Kentish Town, est un acteur britannique,.

## Biographie
Il est le fils de Charles Lloyd-Pack, lui-même acteur, qui lui fit découvrir le métier très tôt. Marié deux fois, la première avec Sheila Ball, avec qui il a eu une fille, Emily Lloyd et la deuxième avec la poète Jehane Markham, depuis le 28 avril 2000.
Il est mort le 16 janvier 2014 d'un cancer du pancréas.

## Filmographie

### Cinéma
- 1968 : Jeux pervers
- 1969 : Hamlet, de Tony Richardson
- 1970 : Figures in a Landscape
- 1970 : Le Messager, de Joseph Losey
- 1971 :  Thriller (Fright), de Peter Collison
- 1971 : Un violon sur le toit (Fiddler on the Roof), de Norman Jewison
- 1974 : Confessions of a Sex Maniac
- 1979 : Rencontres avec des hommes remarquables (Meetings with Remarkable Men), de Peter Brook
- 1979 : Cuba
- 1984 : 1984 : Waiter
- 1985 : The McGuffin
- 1989 : Wilt (en)
- 1989 : Le Cuisinier, le voleur, sa femme et son amant (The Cook the Thief His Wife & Her Lover), de Peter Greenaway
- 1990 : Meat
- 1991 : American Friends (en)
- 1991 : Les Imposteurs (The Object of Beauty), de Michael Lindsay-Hogg
- 1994 : Princesse Caraboo
- 1994 : Entretien avec un vampire (Interview with the Vampire: The Vampire Chronicles), de Neil Jordan
- 1995 : Le Manuel d'un jeune empoisonneur (The Young Poisoner's Handbook) de Benjamin Ross
- 1996 : Une vie normale
- 1997 : Preaching to the Perverted, de Stuart Urban
- 2004 : Vanity Fair : La Foire aux vanités (Vanity Fair), de Mira Nair
- 2005 : Harry Potter et la Coupe de feu (Harry Potter and the Goblet of Fire), de Mike Newell : Bartemius Croupton Sr.
- 2008 : Retour à Brideshead (Brideshead Revisited), de Julian Jarrold
- 2011 : We Want Sex Equality, de Nigel Cole
- 2011 : La Taupe (Tinker Tailor Soldier Spy), de Tomas Alfredson : Mendel

### Télévision
- 1990 : Mr Bean (série) , Saison 1, épisode 2 : Un serveur
- 1994-2005 : The Vicar of Dibley (série) : Owen Newitt
- 2005 : Hercule Poirot (série, épisode Le Train bleu) : Inspecteur Caux
- 2006 : Doctor Who (série) : John Lumic
- 2014 : Londres, police judiciaire (série), Saison 8, épisode 3 : Alex Greene ; son dernier tournage, cet épisode – diffusé après sa mort – lui est d'ailleurs dédié